# Іванівка (Нечаянська сільська громада)
Іва́нівка — село в Україні, у Нечаянській сільській громаді Миколаївського району Миколаївської області. Населення становить 567 осіб.

## Інфраструктура
В селі є два магазини, школа та дитячий садок в одній будівлі, клуб, футбольне поле, фермерські господарства («С-Росток» має великі холодильники для зберігання овочів), молокоприймальний пункт, хлібопекарня, парк із стелою, де вибиті прізвища загиблих у ВОВ односельчан, хрест, біля якого майдан для релігійних обрядів на свята. Село має асфальтові дороги, негазифіковане, є регулярне автобусне сполучення з Миколаєвом, зокрема маршрути Кимівка-Іванівка-Миколаїв, та Іванівка-Миколаїв.

## Історія села
Першими поселенцями були Голубов Омелян Олександрович, Горбекно Мина Михайлович, Герасимчук Петро Антонович, Жужуленко Полікарп Іванович, Жужуленко Прокіп Іванович, Одинокий Іван, Дарієнко Дмитро, Шаповалов Яків, Задукайський Микола, Тимощенко Семен, Посний Семен, Кадинський Антон, Семенеко Іван, Хоменко Борис. На честь першого жителя Дмітрічекна Івана, який був «ходоком», село назвали Іванівкою.
В 30-х роках в с. Іванівка було створено колгосп «Червоний перелам». Почало розвиватися колективне господарство: була побудована птахоферма, ферма великої рогатої худоби, тракторний стан, оброблялися поля. Була створена городня бригада. Колгосп і люди потроху ставали на ноги.
В серпні 1941 року в село вступили окупанти. Про роки нацистської навали на село свідчать наявність на території сільського кладовища могили радянським воїнам, а також постаменту із філіями односельчан, котрі загинули, обороняючи країну від окупації.
Зі слів нині вже покійного Пускова, який після війни довгий час був парторгом Колгоспу «Червоний прапор», у 1953 році до села протягнули перші електричні лінії. За деревом для електричних опор він особисто їздив аж у Київ, адже час був післявоєнний країна відбудовувалась, багато чого не вистачало.

## Населення

### Мова
Розподіл населення за рідною мовою за даними перепису 2001 року:
| Мова            | Кількість | Відсоток |
| --------------- | --------- | -------- |
| українська      | 534       | 94.18%   |
| російська       | 27        | 4.76%    |
| румунська       | 2         | 0.35%    |
| інші/не вказали | 4         | 0.71%    |
| Усього          | 567       | 100%     |

## Школа
В 1925 році селяни побудували першу школу, яка була початковою і мала чотири класи. В цьому ж приміщенні була розташована контора. В цій школі до 1993 р. навчалися учні 1-4 класів, а також там знаходились бібліотека і спортзал. Після війни школа мала п'ять класів. В цей час в школі працювало подружжя Макарових: Ганна Тимофіївна — вчитель початкових класів, та Володимир Іванович — директор школи. З 1953 року вчителем початкових класів почала працювати Таран (Голубова) Лідія Василівна. Школа мала свою Піонерську організацію.
В 1993 році силами радгоспу «Іванівський» було збудовано нове приміщення школи і школа стала одинадцятирічною.

## Цікаві факти
- Офіційна назва села Іванівка, проте часто зустрічається також назва Новоіванівка. Зокрема, вона була написана і на дорожньому знакові про позначення населеного пункту на трасі.